# John Howe

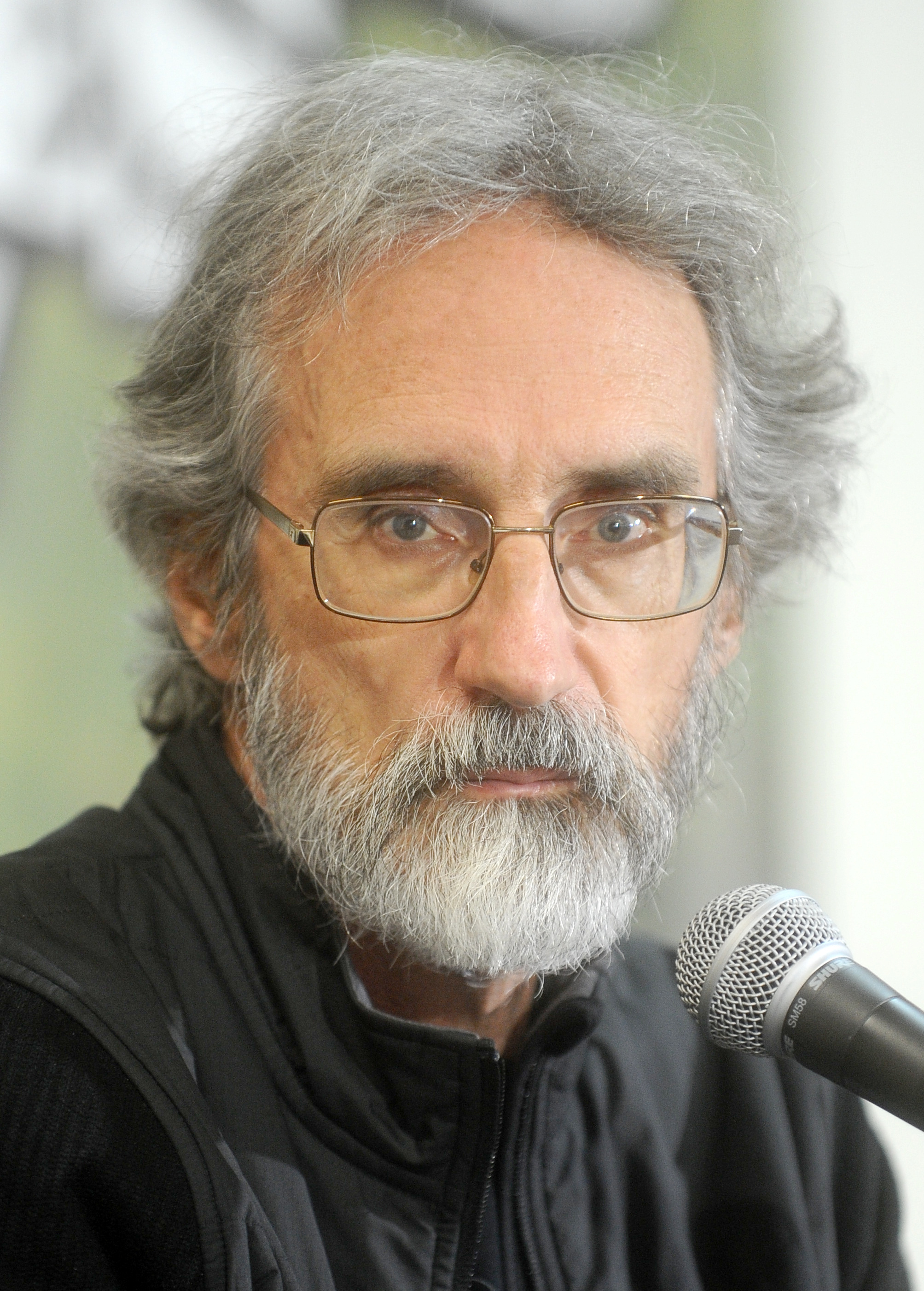
John Howe 2017

John Howe (Vancouver (Canada), 21 augustus 1957) is een boekillustrator, die woonachtig is in Neuchâtel, Zwitserland. 
Na het afronden van de middelbare school, heeft hij gestudeerd op de universiteit in Straatsburg en  Frankrijk. Vervolgens heeft hij gestudeerd op de École des Arts Décoratifs. 
John Howe is met name bekend geworden door zijn werk dat gebaseerd is op Midden-aarde, de wereld die ontsproot aan het brein van J.R.R. Tolkien. In de driedelige verfilming van een van diens boeken, The Lord of the Rings, door Peter Jackson, was John Howe samen met Alan Lee verantwoordelijk voor een belangrijk deel van het illustratiewerk. Howe illustreerde ook opnieuw de kaarten van The Lord of the Rings, De Hobbit, en De Silmarillion in 1996-2003. 
Zijn werk beperkt zich niet tot Tolkien alleen. Hij illustreerde ook beelden over mythes, zoals de Arthuriaanse legende van Beowulf. Hij illustreerde ook veel andere boeken, waarvan velen tot het fantasy-genre behoren (waaronder de Robin Hobb-reeks). 
Howe droeg ook bij tot de filmaanpassing van de Leeuw, de Heks, en de Kleerkast door C.S. Lewis. In 2005 werd een beperkte uitgave van de  roman De Strijd der Koningen door George R.R. Martin uitgegeven door Meisha Merlin, die geïllustreerd was met talrijke illustraties van John Howe.